# Radio Siljan
Radio Siljan är en reklamfinansierad närradiostation, grundad 2 oktober 1995 i Mora av Urban Eriksson. Sänds över 94,1 MHz och 89,1 MHz samt på webben. 
Stationen täcker in de fyra siljanskommunerna, Leksands kommun, Rättviks kommun, Mora kommun och Orsa kommun. Utbudet består av lättlyssnad musik uppblandat med reportage och nyheter från Siljansbygden. 
Populära program är bl.a firarprogrammet Grattis samt den lokala Siljanstoppen där lokala artister får delta och lyssnarna rösta. 
Radio Siljans Hockeyfönster med krönikören Stellan Kvärre tillhör också de stående programmen under hockeysäsongen. 
Under Vasaloppsveckan har Radio Siljan producerat Vasaloppsradion och haft sändningar från bland annat Tjejvasan, Halvvasan och Vasaloppet. 
Radio Siljan har idag en lyssnarandel på ca 22 % veckolyssning vilket motsvarar ca 12 000 lyssnare.

### Fotnoter
1. ↑  https://www.radiosiljan.com/?o=335